# Nauttiainen
Nauttiainen är en sjö i kommunen Urais i landskapet Mellersta Finland i Finland. Sjön ligger 167,8 meter över havet. Den är 4,5 meter djup. Arean är 60 hektar och strandlinjen är 6,97 kilometer lång. Sjön  ingår i Kymmene älvs huvudavrinningsområde.   Den ligger omkring 25 kilometer nordväst om Jyväskylä och omkring 250 kilometer norr om Helsingfors. 